# Ferrari 550 Maranello Pininfarina Rossa Concept
La Ferrari Rossa Concept è una concept car creata da Pininfarina per festeggiare i suoi settant'anni di attività e presentata al Salone dell'automobile di Torino nel 2000.
L'autovettura è stata realizzata sul telaio della Ferrari 550 Maranello. È una spider biposto a trazione posteriore e monta un motore anteriore V12 da 5,4 litri capace di sviluppare una potenza di 485 cavalli. È dotata di un cambio manuale a 6 marce.

## Specifiche tecniche
- Motore: 12 cilindri a V 65° anteriore, 48 valvole, 5474 cm³, trazione posteriore
- Potenza: 485 cavalli @ 7000 rmp
- Velocità massima: 300 km\h